# Криворучко Микола Миколайович (комкор)
Микола Миколайович Криворучко (6 грудня 1887, село Березняки Черкаського повіту Київської губернії, тепер Смілянського району Черкаської області — розстріляний 19 серпня 1938, Москва) — радянський військовий діяч, командир 2-го кавалерійського корпусу, заступник командувача військ Київського та Білоруського військових округів, комкор. Член ЦК КП(б)У в червні 1937 — квітні 1938 р. Член ВУЦВК. Член Військової ради при наркомі оборони СРСР.

## Біографія
Народився у селянській родині. З юних років працював в сільському господарстві, був кучером, пекарем, вантажником, забійником в шахті.
У 1908 році призваний у російську армію. Закінчивши навчальну команду, став унтер-офіцером. У 1914 році закінчив школу кавалерійських підпрапорщиків. Служив вахмістром 12-го Бєлгородського уланського полку. Учасник Першої світової війни. Останній чин в старій армії — підпрапорщик. 
У листопаді 1917 року організував партизанський загін із солдатів 12-го Бєлгородського уланського полку, став його командиром. З 1918 року — у Червоній армії. Учасник Громадянської війни в Росії на Південному і Західному Фронтах. У 1918 році партизанський загін Криворучка діяв у районі Ананьїва (на Одещині) проти гетьманських і австро-німецьких військ. Загін Криворучка став називатися «Першим Радянським стрілецьким Ананьївським полком», у складі близько 3000 штиків і 500 шабель. У 1919 році був заарештований владою УНР, але утік з-під арешту.
В 1919 році — командир взводу, а потім ескадрону в сформованій літом 1919 року 45-й стрілецькій дивізії Йони Якіра. Учасник походу Південної групи військ 12-ї армії РСЧА в 1919 році.
Член РКП(б) з жовтня 1919 року.
В 1919—1921 роках — командир ескадрону, помічника командира полку і командир 2-го кавалерійського полку Особливої кавалерійської бригади Григорія Котовського. У 1921—1922 роках — командир 1-ї бригади 17-ї кавалерійської дивізії, командир 3-ї бригади 9-ї Кримської кавалерійської дивізії, помічник командира Особливої кавалерійської бригади Григорія Котовського. Активний учасник придушення селянського повстання на Тамбовщині.
У листопаді 1922 — серпні 1925 року — командир і військовий комісар 3-ї Бесарабської кавалерійської дивізії.
У серпні 1925 — липні 1937 року — командир і військовий комісар 2-го кавалерійського корпусу імені Ради Народних Комісарів УСРР Українського (Київського) військового округу в містах Умані та Житомирі.
В 1925 і 1927 роках закінчив Курси удосконалення вищого начальницького складу при Військовій академії імені Фрунзе. У 1930—1932 роках — слухач Особливої групи Військової академії імені Фрунзе (без відриву від командування).
У липні 1937 — січні 1938 року — заступник командувача військ Київського військового округу з кавалерії.
У січні — лютому 1938 року — заступник командувача військ Білоруського військового округу з кавалерії.
21 лютого 1938 року заарештований органами НКВС у Москві. Військовою колегією Верховного суду СРСР 19 серпня 1938 року за звинуваченням у військовій змові засуджений до розстрілу. Вирок виконаний того ж дня. Визначенням Військової колегії від 11 квітня 1956 року реабілітований.

## Звання
- Підпрапорщик російської армії
- Комкор (20.11.1935)

## Нагороди
- Орден Леніна (17.05.1935)
- Два ордени Червоного Прапора (11.11.1921, 31.10.1930)
- Медаль «ХХ лет РККА»